# 흥호아 점령
흥호아 점령(Capture of Hưng Hóa, 1884년 4월 12일)은 통킹 원정에서 프랑스가 거둔 중요한 승리였다.

## 배경
빅닌을 점령한 지 한 달 뒤에 흥호아도 프랑스군에 의해 점령되었다. 통킹 원정군의 총사령관인 샤를 테오도르 밀로 장군은 박닌 원정에서 거둔 자신의 승리를 뒷받침하기 위해 흩어져 있는 청나라 요새를 소탕하였다. 이 요새들은 박닌에서 유영복의 흑기군과 호앙께비엠 왕자의 안남군이 패배를 당한 뒤 남겨진 것들이었다. 이들은 선떠이 원정에서 패하여 흥호아로 퇴각한 이들이었다. 1884년 4월, 밀로는 통킹 원정군 2개 여단과 함께 흥호아로 진격했다.

## 프랑스 고위급 장성

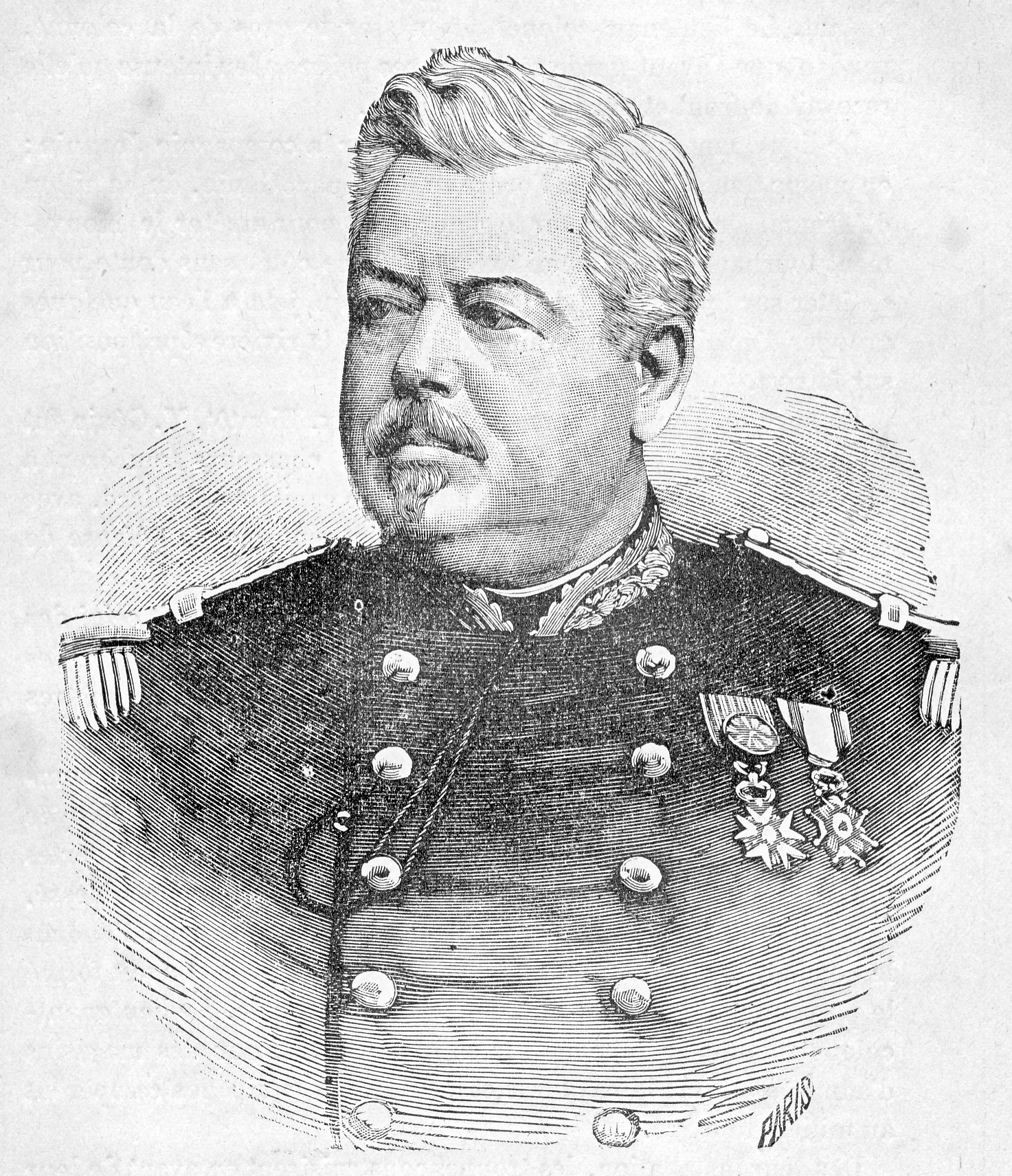
샤를 테오도르 밀로 장군 (1829–89)
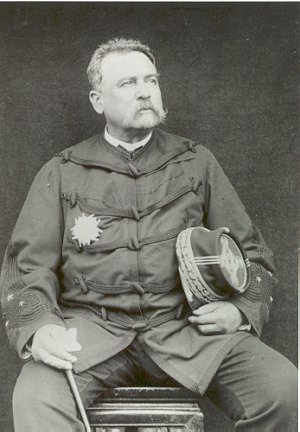
비르에르 드 리즐 장군 (1827–96)
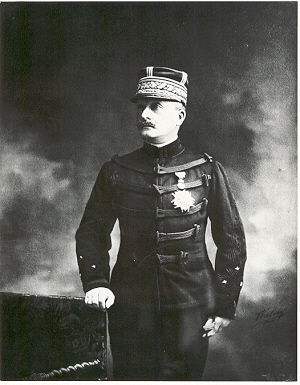
프랑수아 드 네그리에 장군 (1842–1913)

## 흥호아 행군

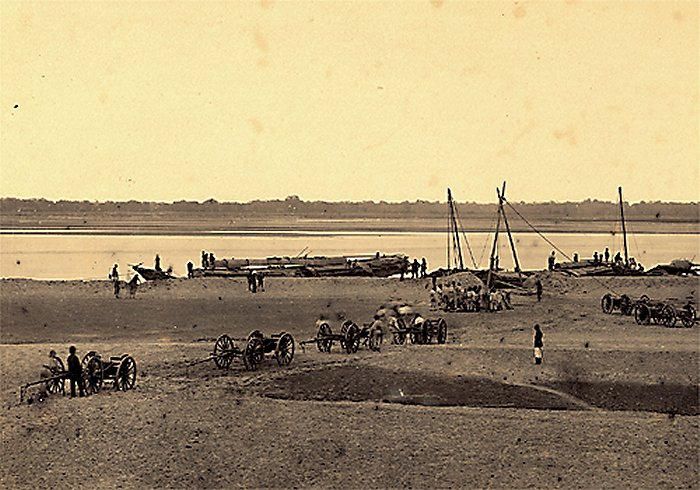
흑강을 도강하는 프랑스군 포병대, 1884년 4월

흥호아 원정의 기반은 선떠이였다. 루이 브리에르 드 리즐 장군은 위풍당당한 기세로 시내를 행진하고 난 후, 4월 5일 하노이에서 출발했다. 박닌과 랑장 주변에 배치된 프랑수아 드 네그리에 장군의 2여단은 4월 4일 하노이로 출발했다. 1883년의 전장을 지나 하노이에서 육지로 행진한 이 두 여단은 각각 4월 6일과 7일에 선떠이에 도착했다. 4월 8일, 두 여단은 선떠이를 떠나 흑강을 향해 행진하여 남쪽과 남동쪽에서 흥호아에 접근했다. 밀로 장군은 벨린 대령의 해병대 보병 진군 연대를 전방으로 보내 흑강의 따이박 마을을 점령하게 했고, 도강과 그 후의 이어질 흥호아 행군의 기지로 요새화했다. 4월 10일, 정찰을 보낸 하루 뒤, 브리에르 드 리즐 장군의 1여단이 흑강에 도착했다. 4월 11일, 1여단은 유영복의 퇴각로를 위협하기 위해 새벽에 서둘러 남쪽으로 출발했다. 1여단은 흑강을 건너 남쪽에서 흥호아에 접근하여 산길을 따라 북서쪽으로 행진했다.

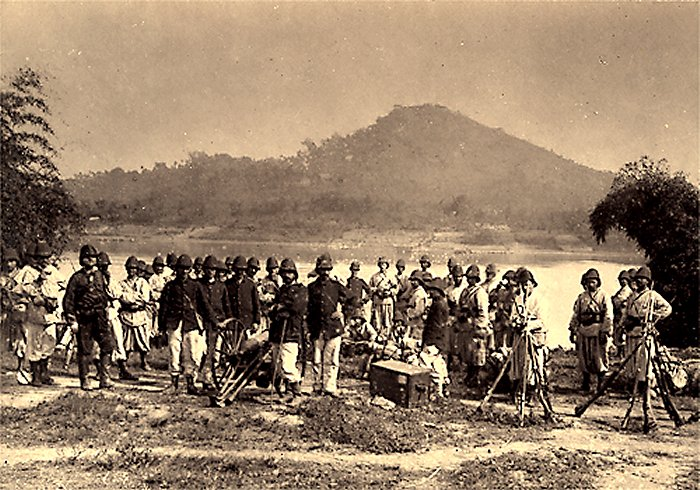
로강에 멈춰선 1여단의 해병대 포병과 투르크 소총병, 1884년 4월

한편, 드 네그리에의 2여단은 4월 10일 부추에서 흑강을 어렵사리 통과했다. 밀로의 참모는 이 작전을 위해 15척의 정크와 2개의 예인선을 모았지만, 드 네그리에는 거의 4,000명의 병력과 대규모 포병 마차가 있었다. 5명의 프랑스 병사와 12명의 쿨리가 정크를 타기 위한 차례를 기다리지 않고 헤엄쳐서 도강을 시도하다가 강한 물살에 휩쓸려 익사했다. 이들이 흥호아 작전의 유일한 프랑스군 사상자였다.
4월 11일 오전 6시, 2여단은 흑강을 떠나 정서쪽으로 흥호아를 향해 행진했다. 오전 9시에 여단 전위부대가 쭝하 마을 위의 홍강이 내려다보이는 나무가 우거진 고지에 자리 잡은 초소를 점령했다. 고원은 높게 우산처럼 펼쳐진 소나무로 덮여 있으며, 프랑스 포병에게 이상적인 관측과 거포를 할 수 있는 곳이었다. 홍강의 남안에 있는 흥호아가 서쪽으로 5km 떨어진 곳에 분명하게 보였다. 10시경, 밀로의 중포와 2여단 보병이 쭝하 고원에 집결했다. 흑기군은 흥호아에 그대로 머물러 있었으며, 프랑스 진군을 막을 어떤 시도도 하지 않았다.
밀로는 통킹 선단의 포함이 이 공격을 보조하길 원했었지만, 아쉬(Hache)와 야타간(Yatagan)은 홍강과 로강의 합류 지점을 벗어나 항해하기에는 너무 많은 이동을 해왔다. 트롬브(Trombe)와 에끌레르(Éclair)만이 홍강과 흑강의 교차점에 도달하여 다가올 전투에 참여했다.

## 전투
흑기군은 흥호아 주변에 인상적인 일련의 요새를 구축했지만, 밀로는 마을의 강력할 방어선을 공격하려고 하지 않았다. 드 네그리 장군의 제2여단으로 흑기군을 정면으로 묶어두고, 그는 80밀리미터 2문, 90밀리미터 포 1문으로 쭝하에서 흥호아로부터 맹렬한 포탄을 퍼부었다. 포격은 4월 11일 오전 10시에 시작되어 몇 시간 동안 지속되었고, 흥호아에 많은 건물들을 불태우고, 흑기군 수비병들에게 큰 사상자를 냈다. 프랑스는 단 한명의 전투 사상자도 내지 않았다. 제2여단의 병사들은 프랑스군의 포격이 체계적으로 마을을 폐허로 만들자 따스한 봄 햇살을 즐기며 흥 호아에서 연기가 조용히 피어오르는 것을 보며 나태하게 하루를 보냈다. 밀로의 포병이 흥호아를 포격하는 동안, 루이 브리에르 드 리즐의 1여단은 흥호아의 남쪽으로 측면 행진을 성공적으로 수행했다. 4월 11일, 쑤언동(Xuân Đồng)의 측면에서 브리에르 드 리즐의 알제리 저격병과 해병대 보병이 출현하는 것을 본 흑기군은 흥호아를 갇히기 전에 대피했다. 그들은 떠나기 전에 남은 건물을 불태웠고, 다음 날 아침 프랑스군은 마을이 완전히 버려진 것을 발견했다.

## 통지문
1884년 4월 13일, 밀로 장군은 흥호아의 점령을 기록하기 위해 다음과 같은 통지문을 발표했다.
| “ | 박닌 점령 이후 1개월만에 제군들은 흥호아 성채에 들어왔다. 이것은 공화국이 그대들에게 감사할 새롭고 화려한 승리이다. 내가 제군들의 피를 아낄 수 있을만큼 충분히 운이 좋았다면, 내가 여러 번 찾아다녀야 할 때에, 그대들은 힘을 아낌없이 베풀어 나에게 갚아 주었다. 나는 제군들이 우리의 재산에 한 지방을 추가했을 뿐만 아니라, 프랑스가 가장 순수한 애국심에 의해 활기찬 군인들을 가지고 있다는 것을 다시 한번 보여준 것을 기쁘게 생각한다. | ” |

## 결과 및 영향
밀로 장군은 전략적 중요성을 감안해 흥호아를 점령하기로 결정했다. 그는 자끄 듀센 중령을 흥호아 지휘관으로 임명했고, 외인부대 1대대와 2대대(도니에르 중령과 대대장 위떵)를 수비대로 주둔시켰다. 흑기군은 홍강 서쪽의 타인꽌을 거슬러 올라가 퇴각했고, 반면 호앙께비엠 왕자의 안남군은 동얀에서 안남-통킹 국경으로 남쪽으로 물러났다. 그들은 프랑스군이 아직 수비대를 설치하지 않은 타인호아 지방에 근거지를 틀었다. 밀로는 알제리 저격병 2개 대대와 지원 기병대를 레텔리에(Letellier) 중령에게 맡겨 퇴각하는 유영복을 재차 공격하게 했으며, 비리에르 드 리즐 장군에게 1여단 나머지 병력으로 호앙 왕자를 추격하게 했다.
4월의 마지막 2주 동안 브리에르 드 리즐은 프랑스군을 본 적이 없는 마을과 큰 마을을 지나 통킹의 남동쪽 지방을 통해 호앙 왕자의 군대를 추격했다. 동얀에 들어가 그가 마주친 성채를 파괴한 후, 흑강으로 진군하여 그란코에서 강을 건넌 다음, 산을 떠나 작은 현들의 항복을 받아들이며 다이강을 따라 군대를 이끌고 닌빈으로 내려갔다. 밀로는 호앙 왕자의 군대로부터 계략꾼들을 사냥하는 것뿐만 아니라 남동 지방의 주민들을 더욱 위협하기 위해 포함 카라빈(Carabine)을 풀리에, 무스크통(Mousqueton)을 닌빈으로 보냈다. 5월 초, 브리에르 드 리즐은 닌빈에서 북서쪽으로 몇 킬로미터 떨어진 푸응오에서 호앙 왕자를 궁지에 몰아넣었지만, 프랑스 정부는 베트남군을 공격하는 것을 금지시켰다. 청나라가 통킹의 미래에 대해 프랑스와 협상할 준비가 되었다는 소식을 막 들어왔기 때문이었다. 1884년 봄, 타이응우옌을 점령하는 등 프랑스의 더 많은 성공들은 청나라가 타협해야 한다고 서태후를 설득하였다. 그리하여, 5월에 프랑스와 청나라 사이에 합의가 이루어졌다.
협상은 톈진에서 진행되었다. 청나라 온건파 지도자인 이홍장이 청나라를 대표했다. 프랑스 순양함 볼타(Volta)의 지휘관 프랑수아 에르네 푸르니에 대위는 프랑스를 대표했다. 〈톈진 협약〉은 프랑스와 청나라 간의 무역과 상업의 세부 사항을 해결하고 베트남과의 국경 분쟁의 경계를 제공하는 포괄적인 조약이었다. 1884년 5월 11일 체결된 〈톈진 협약〉(Tentsin Accord)은 포괄적인 조약에 대한 대가로 청나라군이 통킹에서 철수할 것을 요구했다.

〈톈진 협약〉으로 통킹에서 프랑스와 청나라 간의 대립을 해결되기를 희망했지만, 1884년 6월 23일 박레에서 프랑스와 청나라 군대 간의 충돌로 인해 양국은 새로운 위기에 빠졌다. 청나라가 박레 매복에 대한 보상을 거부하자 2개월 후 청불 전쟁(1888년 8월 – 1885년 4월)으로 이어졌다.

## 참고자료
- Challan de Belval, Au Tonkin 1884–1885: notes, souvenirs et impressions (Paris, 1904)
- Huard, La guerre du Tonkin (Paris, 1887)
- Lung Chang [龍章], Yueh-nan yu Chung-fa chan-cheng [越南與中法戰爭, Vietnam and the Sino-French War] (Taipei, 1993)
- Sarrat, L., Journal d'un marsouin au Tonkin, 1883–1886 (Paris, 1887)
- Thomazi, A., Histoire militaire de l'Indochine française (Hanoi, 1931)
- Thomazi, A., La conquête de l'Indochine (Paris, 1934)